# Utica (Indiana)
Utica es un pueblo ubicado en el condado de Clark en el estado estadounidense de Indiana. En el Censo de 2010 tenía una población de 776 habitantes y una densidad poblacional de 207,49 personas por km².

## Geografía
Utica se encuentra ubicado en las coordenadas 38°20′22″N 85°39′21″O / 38.33944, -85.65583. Según la Oficina del Censo de los Estados Unidos, Utica tiene una superficie total de 3.74 km², de la cual 3.28 km² corresponden a tierra firme y (12.33%) 0.46 km² es agua.

## Demografía
Según el censo de 2010, había 776 personas residiendo en Utica. La densidad de población era de 207,49 hab./km². De los 776 habitantes, Utica estaba compuesto por el 89.56% blancos, el 3.35% eran afroamericanos, el 0.77% eran amerindios, el 1.93% eran asiáticos, el 0% eran isleños del Pacífico, el 1.93% eran de otras razas y el 2.45% pertenecían a dos o más razas. Del total de la población el 3.35% eran hispanos o latinos de cualquier raza.